# Lista dos católicos da Cilícia
Lista dos católicos armênios da Santa Sé da Cilícia.

## Período de Sivas (1058-1062) - Período de Taveblur (1062-1066)
- Cacício II da Cilícia (Cacício II de Ani, Cacício II da Armênia) (1058-1065).

## Período de Tsandave (1066-1116)
- Gregório II, o Mártir (1066-1105);
- Basílio I da Cilícia (Basílio I de Ani) (1105-1113).

## Período de Tsovk (1116-1149) - Período de Hromgla (1149-1293)
- Gregório III da Cilícia (1113–1166);
- Narses IV, o Gracioso (1166–1173);
- Gregório IV, o Jovem (1173–1193);
- Gregório V da Cilícia (1193–1194);
- Gregório VI da Cilícia (1194–1203);[nt 2]
- Basílio II de Ani (1195–1206);[nt 3]
- João VI, o Rico (1203–1221);
- Davi III de Arkʻakałin (1207–1212);[nt 4]
- Constantino I da Cilícia (1221–1267);
- Jacó I, o Erudito (1268–1286);
- Constantino II, o Fabricante-de-Lã (1286–1289);
- Estêvão IV da Cilícia (1290–1293).

## Período de Sis (1293-1930)
- Gregório VII da Cilícia (1293–1307);
  - Constantino II, o Fabricante-de-Lã (restaurado) (1307–1322).
- Constantino III da Cilícia (1323–1326);
- Jacó II da Cilícia (1327–1341), morto em 1359
- Mequitar I da Cilícia (1341–1355);
  - Jacó II da Cilícia (restaurado) (1355–1359).
- Mesrobes I da Cilícia (1359–1372);
- Constantino IV da Cilícia (1372-1374);
- Paulo I da Cilícia (1374-1382);
- Teodoro II da Cilícia (1382–1392);
- Karapet da Cilícia (1393–1404);
- Jacó III da Cilícia (1404–1411);
- Gregório VIII da Cilícia (1411-1418);
- Paulo II da Cilícia (1418-1430);
- Constantino V da Cilícia (1430–1439);
- Gregório IX da Cilícia (1439–1446).[nt 5]

Para uma lista separada de católicos na Santa Sé Matriz de Echemiazim, veja Lista dos católicos da Armênia.
- Karapet II da Cilícia (1446–1477);
- Estêvão I da Cilícia (1475–1483);
- João I da Cilícia (1483–1488);
- João II da Cilícia (1489–1525);
- João III da Cilícia (1525–1539);
- Simeão I da Cilícia (1539–1545);
- Lázaro I (1545–1547);
- Teodoro I da Cilícia (1548–1553);
- Khachatur I da Cilícia (1553-1558);
- Khachatur II da Cilícia (1560-1584);
- Azarias I da Cilícia (1584–1601);
- João IV da Cilícia (1601–1621);
  - Pedro I da Cilícia (coadjutor) (1601–1608).
- Minas da Cilícia (1621–1632);
- Simeão II da Cilícia (1633–1648);
- Narses I da Cilícia;
- Teodoro II da Cilícia (1654–1657);
- Khachatur III da Cilícia (1657-1677);
- Isaque I da Cilícia (1677–1683);
- Azarias II da Cilícia (1683–1686);
- Gregório II da Cilícia (1686–1695);
- Astvatsatur (1695–1703);
- Mateus (1703–1705);
- João V (1705–1721);
- Gregório III (1721/2–1729);
- João VI (1729/30–1731);
- Lucas I da Cilícia (1731–1737);
- Miguel I da Cilícia (1737–1758);
- Gabriel da Cilícia (1758–1770);
- Efraim I da Cilícia (1770–1784);
- Teodoro III da Cilícia (1784–1796);
- Ciríaco I da Cilícia (1797–1822);
- Efraim II da Cilícia (1822-1833);
- Miguel II da Cilícia (1833–1855);
- Ciríaco II da Cilícia (1855–1866);
- Meguerdiche I da Cilícia (1871–1894).
  - vago (1894–1902).

## Períodos de Sis (1902–1921), Alepo (1921–1930) e Antélias (desde 1930)
- Isaque II da Cilícia (1902-1939)
  - Babken I da Cilícia (Coadjutor) (1931–1936).
- Pedro IV da Cilícia (1940);
  - vago (1940–1943).
- Karekin I da Cilícia (1943–1952);
  - vago (1952–1956).
- Zariadres I (1956–1963);
- Corianes I (1963–1983);
  - Karekin II (Cilícia) (Católico coadjutor) (1977-1983).
- Karekin II (Cilícia) (1983-1994);[nt 6]
- Aram I (1995–presente).